# سانی بردلی
سانی بردلی (انگلیسی: Sonny Bradley؛ زادهٔ ۱۳ سپتامبر ۱۹۹۱) بازیکن فوتبال اهل بریتانیا است.
از باشگاه‌هایی که در آن بازی کرده‌است می‌توان به باشگاه فوتبال پورتسموث، باشگاه فوتبال کراولی تاون، باشگاه فوتبال هال سیتی، باشگاه فوتبال لوتون تاون، باشگاه فوتبال پلیموث آرگیل، باشگاه فوتبال هروگیت تاون، و باشگاه فوتبال آلدرشات تاون اشاره کرد.